# Yule (isola)
L'isola di Yule è un'isola della Papua Nuova Guinea, che si trova nel sud della Nuova Guinea, 160 km a nord di Port Moresby lungo la costa. Amministrativamente fa parte del Distretto di Kairuku-Hiri nella Provincia Centrale, appartenente alla Regione di Papua.